# Індійська кухня
Індійська кухня (гінді भारतीय खाना) — одна з найстаріших, найбагатших і найрізноманітніших у світі. Хоча найбільше вона відома своїми вегетаріанськими стравами, навіть переконаний м'ясоїд буде неабияк задоволений. Звиклий до континентальних страв гурман в Індії матиме чому дивуватися: зовнішній вигляд, манера подачі та споживання, не кажучи вже про смак та аромат, такої багатої на різноманітні спеції індійської традиційної кухні здатні причарувати. На цьому густонаселеному півострові проживає така безліч народів, що сповідують різні релігії, що дуже важко охарактеризувати в декількох фразах типову кухню, вірніше, кухні. Спантеличує й поширене узагальнення, що всі індійські страви дуже гострі — воно вірне для мусульманських територій, а на півночі переважає помірна кухня. У ній даються взнаки перські впливи — наприклад, розповсюджений звичай уживати йогурт для приготування гарячих страв. Більша частина Індії вегетаріанська, саме тому вміле використання приправ перетворилося в справжнє мистецтво. Серед величезної кількості спецій, які використовуються в індійській кухні слід виділити: кмин, коріандр, куркуму, кардамон, червоний і зелений чилі, корицю, шафран, гвоздику, мускатний горіх, імбир, аніс, кунжут, цибулю і часник.

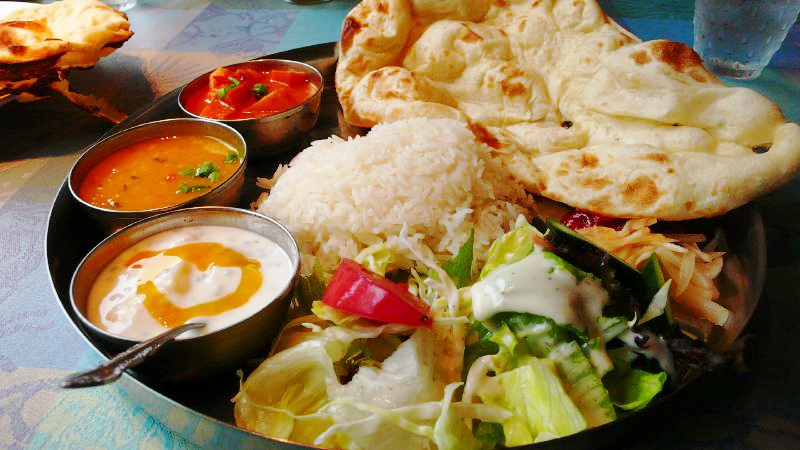
Карі

Ще одна помилка стосується страви з назвою Карі (curry). Річ у тому, що карі не має нічого спільного з порошком, відомим нам як спеції карі, а являє собою порівняно рідку другу страву, схожу на рагу. У всіх своїх варіантах вона приправлена сумішшю різних спецій, яким індійці надають досить важливе значення. Вона має широку шкалу — від приємного аромату до запаморочливої гостроти. Ця суміш називається масала, і за стародавньою традицією для кожної страви передбачений особливий її склад. З практичних міркувань деякі типові суміші ароматично-смакових добавок стали випускати в готовому вигляді, і в широкій торговельній мережі вони одержали назву спеції карі. Попри велике різноманіття карі, в залежності від кухаря, є група додатків (часник, імбир, цибуля, перець чилі або йогурт), яких не можна не обминути при приготуванні карі.
Серед жителів Індії багато вегетаріанців, вони харчуються рисом і різноманітними овочами, які європейцям навіть невідомі. Вони їдять яйця, але відкидають рибу й ракоподібних. Попри це, усілякі морські тварини займають в індійській кухні важливе місце.
М'ясні страви, які ми зустрінемо особливо на північному заході країни, індійці-мусульмани готують із баранини або козлятини. Узагальнено можна сказати, що на півночі Індії страви більше густі, а на півдні скоріше схожі на суп. Але рис завжди подається окремо. З овочів на першому місці бобові, особливо сочевиця. Важливу роль відіграє свіже коріння пікантного смаку.
Великою популярність мають молочні продукти, особливо йогурт (дахі). У багатьох індійських будинках трапеза без дахі вважається неповною. Це має досить легке пояснення. Казеїн, який міститься в молочних продуктах, добре втамовує спрагу, яку викликає дуже гостра їжа.
На відміну від східноазійських країн, в Індії їдять багато сортів хліба, переважно у вигляді коржів або булок. Цим пояснюється й порівняно високий рівень споживання пшениці в цій країні. Хоча в Індії найбагатші асортименти фруктів і овочів і нерідко ними завершують трапезу, тут подають і десерт у вигляді крему або щось на зразок йогурту з більшим ніж в нас вмістом цукру. Значною мірою це йде від традиції кухні гінді, але позначається також і арабо-перський вплив.

## Традиції
Трапеза складається з закусок, найчастіше салату, головної страви, паст, піклі та неперевершеної випічки — чапаті, яку їдять з овочами та рисом. З точки зору індусів їжа є даром богів людям. Саме тому приготування страв вимагає поваги та уваги.
Традиційно готують наїдки корінні індуси у спеціальній глиняній печі — тандурі. Спеції в індійській кухні додаються не тільки до різноманітних страв та солодощів, а й у напої. У більшості індійських забігайлівок чай подають у невеликій глиняній чашечці, яку індуси потім просто викидають. Їжу часто подають у мисочках, зроблених із засушених листочків.
Традиційну індійську їжу їдять пальцями, правою рукою відламуючи шматочок чапаті й набираючи на нього рис з овочами або м'ясом. Індійці не п'ють алкоголю під час їжі, замість нього використовується вода з льодом, або йогурт (дахі).

## Типові страви

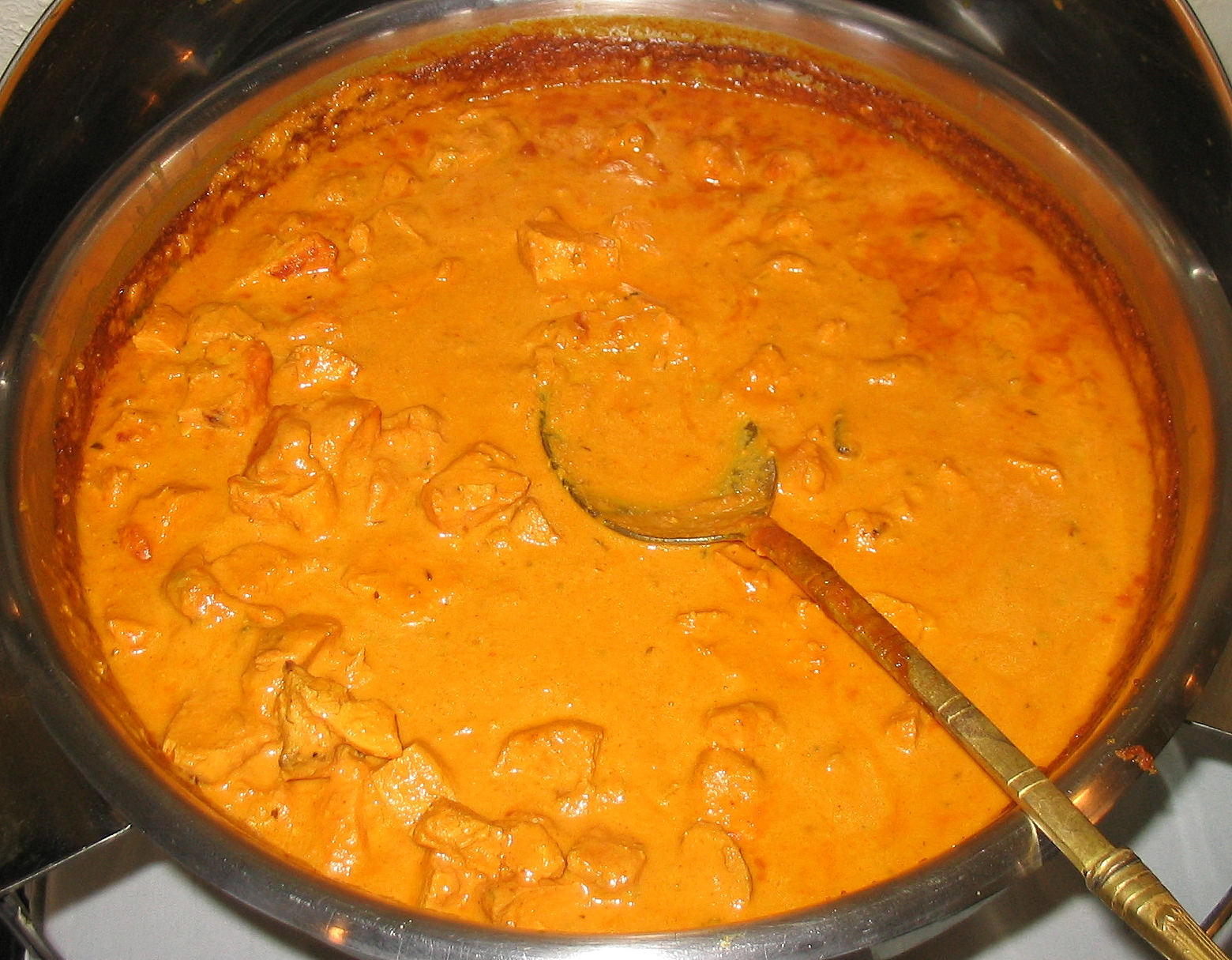
Чікен тика

- Чікен тика — замариноване у кефірі й запечене в тандурі м'ясо курки, завдяки харчовим барвникам має яскраво-червоний колір
- Тандури алу — картопля, фарширована сухофруктами та сиром
- М'ясо «Карі»
- Шик-кебаб
- Мург шахазада — курячі стегенця в горіхово-цибулевому соусі
- Порк біряни — плов
- Рас малай — солодощі на основі сиру
- Гулабджамун — солодощі зі згущеного молока
- Кічарі — пряна вегетаріанська страва, є однією з головних страв в аюрведичній кулінарії.